# Shocker
De Shocker (echte naam: Herman Schultz) is een fictieve superschurk uit de strips van Marvel Comics, en een vaste vijand van Spider-Man. Hij verscheen voor het eerst in The Amazing Spider-Man (eerste serie) #46 (maart 1967). Shocker werd bedacht door Stan Lee en getekend door John Romita, Sr..

## Biografie
Herman Schultz was een briljante uitvinder en mechanicus die echter vroegtijdig van de middelbare school werd gestuurd. In plaats van zijn talenten te gebruiken om een baan te krijgen, gebruikte hij ze om een inbreker te worden. Hij was volgens eigen zeggen de beste kluizenkraker ter wereld. Na eindelijk te zijn gearresteerd en opgesloten voor zijn inbraken, ontwikkelde hij een paar speciale handschoenen die luchtschoten (air blasts), vibrerend op een hoge frequentie, kon afvuren. Deze luchtschoten konden alles wat in hun weg stond kapot doen trillen. De schoten kunnen op vijf niveaus worden afgesteld. Niveau 1 is enkel genoeg om iemand omver te duwen, maar niveau 5 doet iemands botten kapot trillen met fatale afloop.
Schultz ontdekte echter dat de handschoenen bij gebruik een zeer intense terugslag hadden die nadelig kon zijn voor hemzelf. Daarom ontwierp hij een speciaal kostuum dat hem kon beschermen tegen zijn eigen wapens. Hierna gebruikte hij de handschoenen om te ontsnappen uit de gevangenis en een sterke superschurk genaamd "De Shocker" te worden.
Shocker heeft in de loop der jaren constant gesleuteld aan zijn kostuum en handschoenen om deze extra functies te geven. Zijn kostuum kan nu fysieke klappen terugkaatsen, en maakt het bijna onmogelijk om hem vast te grijpen door het creëren van een vibratieschild. Ook stond hij Hammer Industries toe om de kracht van zijn handschoenen drastisch te vergroten. Helaas wilde Shocker niet al zijn geheimen prijsgeven en liet Hammer Industries niet zijn kostuum mee verbeteren, waardoor zijn pak hem minder bescherming biedt tegen zijn nieuwe wapens dan tegen zijn oude.

### Persoonlijkheid
Hoewel de meeste vijanden van Spider-Man al snel hun oude doelen opgaven om eerst wraak te kunnen nemen op Spider-Man, is Shocker nog steeds enkel geïnteresseerd in winst. Dit maakt hem meer een beroepscrimineel dan zijn medesuperschurken. Ook is Shocker een van de weinige superschurken die nooit iemand heeft vermoord. Zijn wapens hebben wel de functie om dodelijke luchtschoten af te vuren, maar dat is slechts als laatste redmiddel bedoeld. Ook lijkt Shocker goed bij zijn verstand te zijn, in tegenstelling tot veel andere superschurken.
Hoewel Shocker door de meesten wordt gezien als een mindere schurk, heeft hij een opzienbarende, goed gedefinieerde persoonlijkheid. Niet alleen is hij nooit vervallen tot het gewoonlijke maniakale gedrag van veel andere superschurken, maar hij kent ook zijn eigen limieten en lijdt aan een vorm van paranoia.
In recente verhalen werd onthuld dat Shocker behoorlijk gefrustreerd is door zijn constante nederlagen tegen superhelden, en nu ook meer respect probeert te krijgen.

### Recente activiteiten
Shocker wist Spider-Man tijdelijk te verslaan toen hij samenwerkte met de Trapster. Maar voordat het duo Spider-Man kon doden kreeg Trapster een telefoontje van zijn opdrachtgever, de Friends of Humanity, dat zijn beloning verdubbeld zou worden als ze Spider-Man in leven lieten. Shocker en Trapster werden later tegen elkaar opgezet toen Norman Osborn Shocker betaalde om Trapster uit de weg te ruimen. Iets waar hij in geslaagd zou zijn als Spider-Man, onder het alias van Dusk, hem niet had gestopt.
Meest recent was Shocker lid van de nieuwste incarnatie van de Sinister Six, die samenkwamen om te profiteren van de gebeurtenissen tijdens de Civil War. Dit team werd gestopt door Captain America en zijn groep van Secret Avengers.

## Populariteit
Voor een vijand die door velen wordt gezien als een mindere tegenstander van Spider-Man, heeft Shocker een behoorlijk grote aanhang van fans. Shockers personage spreekt veel fans vooral aan omdat hij geen gestoorde superschurk is, maar gewoon een dief die liever achter geld aan gaat dan zijn vijanden vermoord.

## Andere Shocker
Herman Schultz is niet de enige Marvel schurk met de naam Shocker. Randall Darby, een lid van de Brotherhood of Mutants/Mutant Force gebruikte deze naam ook. Recentelijk werd zijn naam veranderd in Paralyzer. Waarschijnlijk om verdere verwarring met Herman Schultz te voorkomen.

## Ultimate Shocker
In het Ultimate Marvel universum is Shocker een 33 jaar oude misdadiger die vooral geldtransporten berooft. In tegenstelling tot zijn tegenhanger uit de standaard strips draagt Ultimate Shocker niet het bekende gele kostuum, maar een paarse trenchcoat en een veiligheidsbril om zijn ogen te beschermen. Hij is niet supergevaarlijk en heeft Ultimate Spider-Man tot nu toe vijf keer bevochten, maar alle vijf keer werd hij verslagen. Hij eindigde elke keer in de gevangenis waarbij zijn wapens werden ingenomen, maar toch slaagde hij er telkens in weer een nieuw paar te krijgen. In een latere strip werd getoond dat Shocker inderdaad in de machinewerkplaats van de gevangenis steeds nieuwe vibratiewapens maakt.

## Shocker in andere media

### Marvel Cinematic Universe
Sinds 2017 verschijnt Shocker in het Marvel Cinematic Universe, waarin Herman Schutlz gespeeld wordt door Bokeem Woodbine en Jackson Brice door Logan Marshall-Green. Shocker maakt zijn debuut in de live-action film Spider-Man: Homecoming komen twee versies van Shocker voor. De eerste is Jackson Brice en de tweede Herman Schultz. Jackson Brice en Herman Schultz zijn twee medewerkers van Adrian Toomes. Wanneer hij, Herman Schultz en Aaron Davis door Spider-Man worden ontdekt als ze staan te praten bij een tankstation langs hun busje met wapens pakt Jackson Brice het Shocker wapen en slaat Spiderman er mee weg. Jackson Brice wordt later per ongeluk vermoordt door Adrian Toomes wanneer hij vraagt hoe Toomes aan zijn geld komt. Toomes pakt dan een wapen en schiet hem per ongeluk neer zodat er alleen maar een hoopje stof overblijft. Hij geeft het Shocker wapen dan aan Herman Schultz en benoemt hem dan tot de nieuwe 'Shocker'. Herman Schultz gebruikt het Shocker wapen om Spider-Man aan te vallen wanneer hij wil voorkomen dat Toomes een vliegtuig met wapens kaapt. Hij gebruikt het wapen tegen Spider-Man door tegen bussen te slaan waardoor ze de lucht in gaan en om zo Spider-Man ten slotte tussen twee bussen te pletten. Hij wordt door Peter's beste vriend Ned Leeds tegengehouden wanneer Ned een webschieter gebruikt die op de grond lag en webben op het Shocker wapen weet te schieten. Het Shocker wapen is hetzelfde wapen wat door Captain America van Crossbones arm wordt afgetrokken in Lagos tijdens de film Captain America: Civil War.

### Televisieseries
- In Spider-Man: The Animated Series verscheen Shocker eerst als een huurling in dienst van Kingpin. Shocker kreeg de opdracht om journalist Eddie Brock te vermoorden omdat die dreigde Kingpins ware identiteit als Wilson Fisk te ontdekken. Spider-Man was op dat moment verbonden met de Venom symbioot en versloeg Shocker gemakkelijk. Hierna werkte Shocker samen met Rhino om Spider-Man te verslaan. Spider-Man had zich inmiddels ontdaan van de symbioot en werd door de twee superschurken verslagen. Op het laatste moment greep Venom in, omdat hij Spider-Man eigenhandig wou ombrengen. Het is niet bekend hoe de twee daarna in de gevangenis belandden, maar een aantal afleveringen later braken ze samen met Dr. Octopus, Mysterio, Chameleon en Scorpion uit en vormden de Insidious Six.
Shocker werd nogmaals ingehuurd door Kingpin om Dr. Herbert Landon te helpen de vampier Michael Morbius te vangen. Shockers laatste optreden in de serie was wederom als lid van de Insidious Six, in de Six Forgotten Warriors saga. Zijn stem werd gedaan door Jim Cummings.
- Shocker is een van Spider-Mans tegenstanders in de serie The Spectacular Spider-Man. Ook hierin werd hij lid van de Sinister Six.

### Videospellen
- Shocker is een regelmatig terugkerende vijand in Spider-Man computerspellen. In het computerspel Spider-Man: The Movie bestaat zelfs een cheatcode waarmee men kan spelen als Spider-Man in Shockers kostuum.